# Polymer Reviews
Polymer Reviews (abrégé en Polym. Rev.) est une revue scientifique trimestrielle à comité de lecture qui publie des articles de revue dans le domaine des sciences des polymères.
D'après le Journal Citation Reports, le facteur d'impact de ce journal était de 5,612 en 2009. Actuellement, le directeur de publication est Elliot P. Douglas (Université de Floride, États-Unis).

## Histoire
Au cours de son histoire, le journal a changé de nom :
- Journal of Macromolecular Science, Part C: Polymer Reviews, 1966-2007  (ISSN 1532-1797 et 1520-5746)
- Polymer Reviews 2008-en cours  (ISSN 1558-3724)